# Баллистический желатин

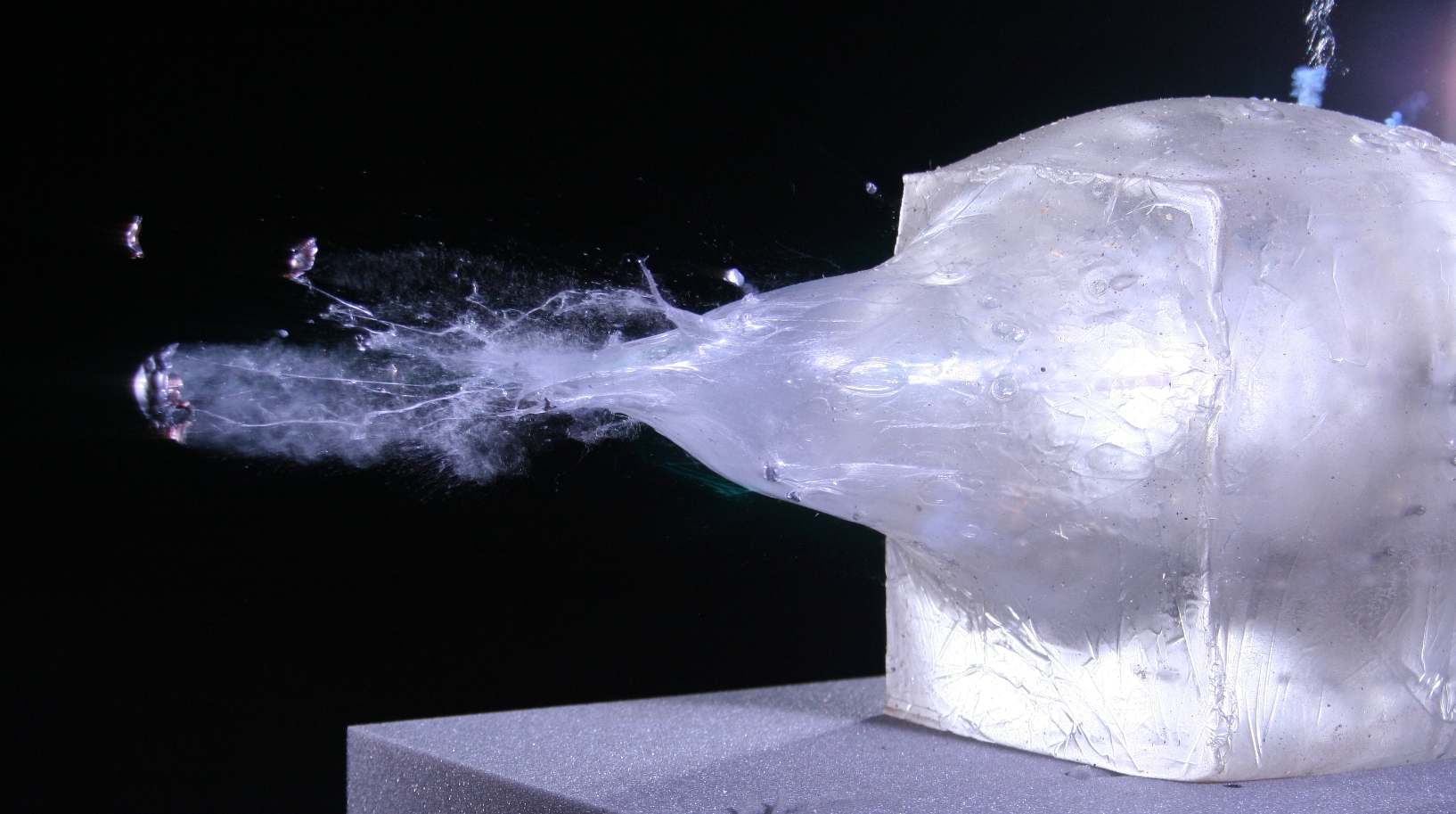
Прохождение пули калибра .243 через желатиновый блок

Баллистический желатин — желатиновые материалы, состав которых специальным образом подобран для имитации физических свойств (вязкости, плотности, силы сопротивления и т. п.) живых тканей человека в экспериментах по исследованию поражающего действия боеприпасов огнестрельного оружия, мин, взрывных устройств и т. д.

## Общие положения
Для экспериментального изучения поражающего эффекта ранящих снарядов различной природы с давних времён используются трупы людей, туши животных и их живые особи, а также — разнообразные заменители искусственного происхождения: желатин, глина, мыло, петролатум, ёмкости с водой и т. п.. Среди основных преимуществ искусственных материалов называют доступность, однородность структуры, репрезентативность по отношению к большинству биологических тканей, возможность варьирования их физико-технических параметров и воспроизводимость результатов экспериментов при статистически достоверном их количестве.
Желатиновые материалы получили широкое распространение для изучения разнообразных физическо-механических эффектов и явлений раневой баллистики, таких как, например, процессы формирования и развития временной пульсирующей полости. В отличие от пластических имитаторов биологических тканей (прозрачное глицериновое мыло, скульптурный пластилин), баллистический желатин обладает эластическими свойствами, что позволяет наблюдать весь характер эволюционной динамики временной пульсирующей полости на всех стадиях её существования. Для регистрации особенностей её развития и затухания в баллистическом желатине применяется импульсная микросекундная рентгенография, а для записи перепадов давления в желатиновых блоках — специальная акустическая аппаратура. Использование прозрачных желатиновых блоков в комбинации со скоростной киносъёмкой (со скоростью экспозиции порядка 1000—2000 кадров в секунду) позволяет наглядно запечатлеть все особенности прохождения ранящего снаряда по имитатору цели, включая внешние деформации объектов. В дополнение к этому исследование окрестностей раневого канала позволяет построить аппроксимацию параметров диссипации энергии ранящего снаряда и оценить степень отмирания тканей вдоль полости раны.

## Физико-химические свойства
Так как человеческая мышечная ткань примерно на 75 % состоит из воды, то 20 % баллистический желатин позволяет с высокой степенью подобия моделировать её механические свойства путём связывания жидкой фазы в удобную для проведения эксперимента форму. В некоторых исследовательских работах для большей достоверности желатиновая масса дополняется фрагментами кожных покровов и костного материала или их заменителями (в виде пластиковых трубчатых моделей и т. п.).
Состав желатиновых материалов регламентируется ГОСТами (например ГОСТ 11293-78), однако, для большинства испытаний общепринятым стандартом считается раствор желатина 10 % (при температуре 4 °C) или 20 % состава (при температуре 10 °C). В научной литературе продолжается дискуссия о том, какая именно рецептура желатина (10 % или 20 %) является более подходящей для имитации биологических тканей, однако имеется консенсус, что плотность 10 % желатина ближе к мягким тканям, а 20 % — к мышечным. Габаритные размеры блоков баллистического желатина, как правило, выбираются в зависимости от целей эксперимента и составляют 140 × 80 × 80 мм, 200 × 200 × 270 мм и др.
Было установлено, что коэффициент Пуассона для 10 % желатина с ростом давления от 0 до 3 ГПа возрастает с 0,34 до 0,37 и при дальнейшем возрастания давления вплоть до 12 ГПа составляет постоянную величину 0,37. Имеющиеся данные позволяют считать, что отклик баллистического желатина на механическое воздействие обладает нелинейными и нестационарными свойствами, вдобавок к которым может добавиться и пространственная анизотропия.